# NCIS: Tony & Ziva
Pour les articles homonymes, voir NCIS.
Production
Diffusion
Chronologie
NCIS: Origins
NCIS: Tony & Ziva est une série télévisée américaine, créée par John McNamara, d'après les personnages créés par Donald Bellisario et Don McGill.
Elle sera diffusée à partir de 2025 sur le réseau de CBS et Paramount+. Septième série de la franchise NCIS, il s'agit d'une série dérivée de la série principale, NCIS : Enquêtes spéciales. Elle raconte les aventures d'Anthony « Tony » DiNozzo et Ziva David en Europe, quelques années après la saison 17 de NCIS : Enquêtes spéciales, marquant le retour de Ziva auprès de Tony.

## Synopsis
Dans les années qui suivent leurs aventures au sein du NCIS, Anthony « Tony » DiNozzo et Ziva David se retrouvent à élever leur fille Tali ensemble. Cependant, leur tranquillité est brusquement interrompue lorsque l'entreprise de sécurité de Tony devient la cible d'attaques mystérieuses. Contraints de fuir à travers l'Europe pour leur survie, ils se retrouvent face à un ennemi invisible et doivent réapprendre à se faire mutuellement confiance. Leur voyage épique les amène à découvrir des secrets enfouis et à affronter leur passé, avec pour seul espoir de pouvoir enfin vivre en paix et en sécurité,.

## Distribution
- Michael Weatherly : Anthony « Tony » DiNozzo
- Cote De Pablo : Ziva David
- Isla Gie : Tali
- Amita Suman : Claudette
- Maximilian Osinski : Boris
- Anne-Marie Waldeck : Fruzsi
- Nassima Benchicou : Martine
- Julian Ovenden : Jonah
- Terence Maynard : Dr Lang
- Lara Rossi : le gardien de Tali
- James D'Arcy : Henry, agent d'Interpol
- Emmanuel Bonami :  Pierre Galimard

## Production
Le 28 février 2024, Paramount+ commande une nouvelle série dérivée centrée sur Ziva et Tony, qui se déroulera en Europe et racontera leur vie ainsi que celle de leur fille ; Michael Weatherly et Cote de Pablo en seront les producteurs exécutifs.
La première saison est composée de 10 épisodes. Le début de la série se déroule à Paris et une partie à Budapest.
Le 7 mai 2024, Michael Weatherly dévoile le titre de la série, NCIS : Tony & Ziva.
Le 15 juillet 2024, le casting est etoffé avec les noms d'Isla Gie, Amita Suman, de Maximilian Osinski, James D'Arcy, Nassima Benchicou, Julian Ovenden, Terence Maynard et Lara Rossi.
Le 27 juillet 2024, Emmanuel Bonami rejoint la distribution de la série.

### Fiche technique
Sauf indication contraire, les informations mentionnées dans cette section peuvent être confirmées par la base de données cinématographiques IMDb,  présente dans la section « Liens externes ».
- Titre original : NCIS: Tony &  Ziva
- Scénario :  John McNamara[10]
- Production : Shelley Meals, Michael Weatherly, Cote De Pablo,Laurie Lieser[11]
- Sociétés de production : Paramount+